# Traóstalos
Traóstalos (en griego, Τραόσταλος) es un monte de 515 m y un yacimiento arqueológico de Grecia ubicado en la isla de Creta, en la unidad periférica de Lasithi, y en el municipio de Sitía. 
En este yacimiento arqueológico se han encontrado restos de un santuario minoico de montaña que estuvo en uso entre los periodos minoico medio I y minoico medio III. Se componía de dos recintos de planta rectangular y de una enorme roca modelada en forma de herradura con tres agujeros. Los hallazgos incluyen numerosos objetos, como figurillas de arcilla, tanto masculinas como femeninas y de animales, recipientes —entre ellos un ritón con forma de cabezas de bovinos enfrentados—, figurillas de bronce también masculinas y femeninas, joyas de oro en forma de hojas, conchas marinas y cenizas. Se cree que era el lugar de culto de los residentes en Zakro y de otros habitantes de los valles próximos.
Las excavaciones fueron llevadas a cabo por Costis Davaras entre 1963 y 1964, y también en 1978. Posteriormente, en 1995, Stella Chrissoulaki volvió a realizar trabajos arqueológicos en el yacimiento.